# Belegen von Liegestühlen

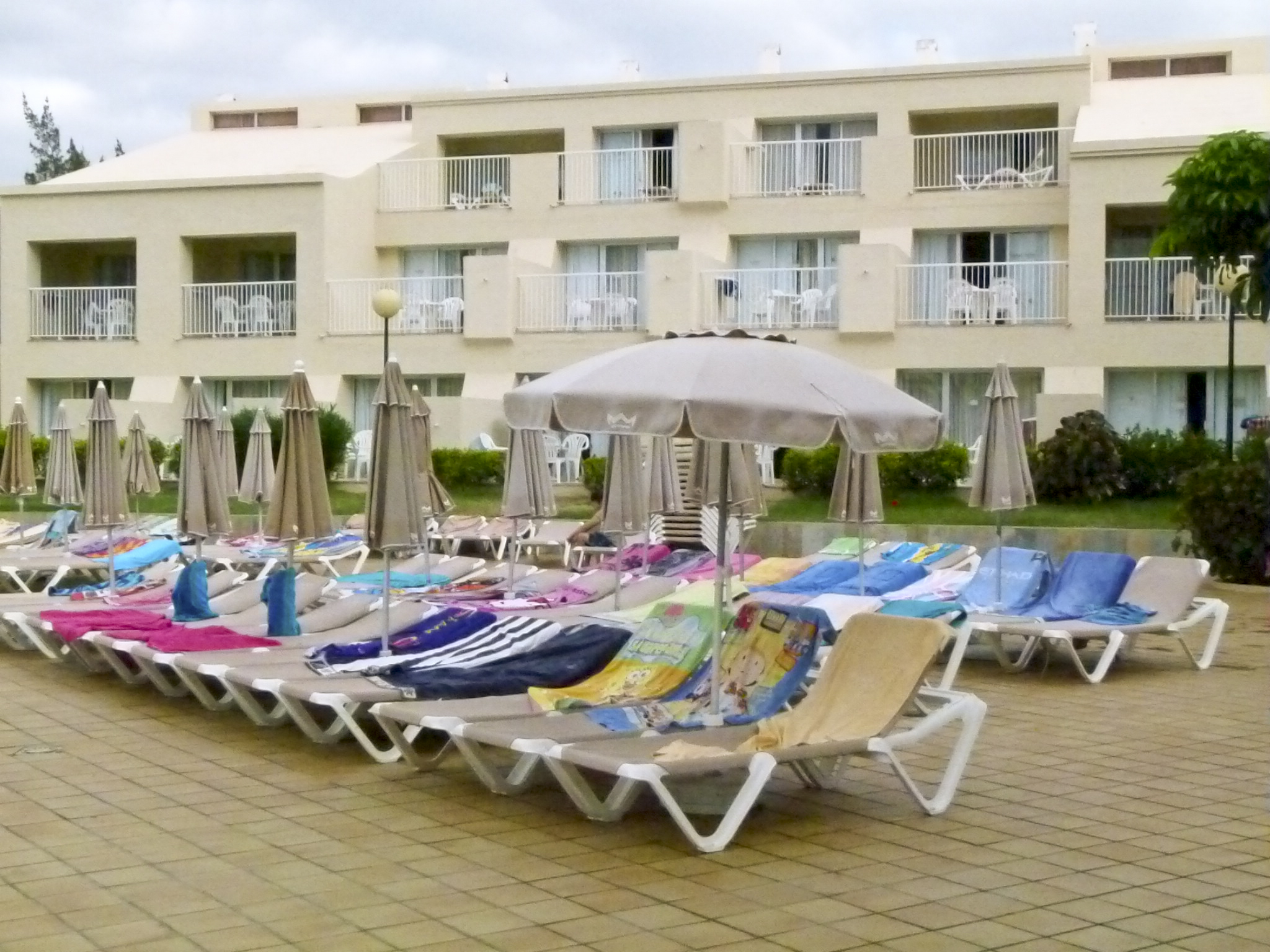
Mit Handtüchern belegte Liegestühle in einer Hotelanlage auf Fuerteventura

Das Belegen von Liegestühlen ist ein in der Soziologie betrachtetes Fallbeispiel, wie ein neues Ordnungssystem in einem scheinbar rechtsfreien Raum entsteht. Dabei werden typischerweise in Poolnähe stehende Liegestühle, deren Zahl knapp bemessen ist, durch Ablegen von Badetüchern gekennzeichnet, sodass sie für Neuankommende als vermeintlich belegt zu erkennen sind. Es gibt einige Varianten dieses Fallbeispiels, beispielsweise dass sich durch Neuankömmlinge auf einem Kreuzfahrtschiff das Ordnungssystem wandeln kann. Auch in der Spieltheorie wird dieses soziale Dilemma betrachtet; bei den üblichen Varianten handelt es sich um ein Gefangenendilemma mit mehr als zwei Personen.
Viel Bekanntheit erlangte dieses Verfahren der Liegestuhlbelegung als klischeehafter, interkultureller Konflikt zwischen Briten und Deutschen beim Urlaub auf Mallorca. Dabei wird unterstellt, dass Deutschen das frühe Aufstehen im Urlaub weniger schwerfällt als Engländern und dass sie diesen zeitlichen Vorsprung ausnutzen, um die besten Liegen am Pool morgens vor dem Frühstück für sich durch das Auflegen von Badetüchern zu reservieren. Dies führte insbesondere in der Boulevardpresse beider Länder zu Schlagzeilen wie „Sunbed Wars“ oder „Handtuchkrieg“.

## Problem
In einer Erholungs- oder Freizeiteinrichtung stehen Liegestühle für die Gäste bereit. Diese werden von den Gästen zeitweise genutzt, typischerweise in Abwechslung mit anderen Aktivitäten wie Schwimmen oder Saunieren. Dabei gibt es aus Platzmangel oder aus wirtschaftlichen Gründen weniger Liegestühle als Gäste. Üblicherweise ist die Zahl der Liegen so ausgelegt, dass sie bei Zugrundelegung der durchschnittlichen Nutzungsdauer für alle Gäste ausreichen würden. In manchen Fällen gibt es auch begehrtere und weniger begehrte Liegeplätze, beispielsweise aufgrund unterschiedlich guter Lage oder unterschiedlichen Komforts.
Das Problem besteht darin, dass die Verfügbarkeit freier Liegestühle nicht ausreichend sein kann, wenn Gäste dazu übergehen, die persönliche Verfügbarkeit dadurch zu optimieren, dass sie die Liegen vor Gebrauch oder während Nutzungspausen als belegt markieren, typischerweise indem sie ein Handtuch auf der Liege ausbreiten. Oft wird das Handtuch dabei in derselben Weise wie auch bei eigentlicher Nutzung der Liege hingelegt. In manchen Fällen wird zusätzlich zum Handtuch oder an seiner Stelle ein Buch oder eine Zeitschrift auf der Liege platziert, auch in aufgeschlagener Form, möglicherweise um eine kurze Abwesenheitszeit zu suggerieren.

## Soziologische Betrachtung
Der kanadische Soziologe Erving Goffman (1922–1982) unterstellte, dass Menschen dazu tendieren, sich im öffentlichen Raum „Territorien des Selbst“ zu schaffen, indem sie einen bestimmten Bereich markieren. Dadurch entstünde kein Besitzanspruch, es ginge primär darum, andere auf Abstand zu halten. Um den Anspruch auf ein solches Territorium zu etablieren, werden „Marker“ verwendet, wozu beispielsweise auch eine Sonnenbrille oder Sonnencreme oder ein Geldbeutel dienen kann.
Der Soziologe Ronald Staples vermutet, dass Menschen als Konsumierende während der Freizeit im Gegensatz zum Berufsalltag nicht bereit wären, auf komplizierten taktischen Ebenen miteinander zu kooperieren. Beispielsweise mit der Bezahlung des Urlaubs würde man, wenn auch unterbewusst, automatisch einen Anspruch auf einen Liegestuhl verbinden und man wäre nicht bereit, einen solchen wieder herzugeben, wenn man ihn erobert hat.
Sehr bekannt ist in diesem Zusammenhang eine Fallbetrachtung des Soziologen Heinrich Popitz (1925–2002). Er beschreibt die Situation auf einem Kreuzfahrtschiff, wo die knapp bemessene Zahl der Liegestühle zunächst problemlos ausreicht, weil ein reines Gebrauchsrecht ohne dauerhaften Anspruch praktiziert wird. Erst als an einem Hafen neue Passagiere zusteigen, entsteht eine neue Ordnung, da die neuen Passagiere ihren Besitzanspruch auch dann geltend machen, wenn sie nicht anwesend sind. Bei Popitz’ Fallbeispiel reichen Belegungssymbole alleine nicht aus, um die neue Ordnung zu etablieren, erst durch den Zusammenhalt der Besitzenden gelingt dies. Zur Frage, wie es einer Minderheit gelingen kann, ihren Besitzanspruch gegen die Mehrheit durchzusetzen, nennt Popitz zwei Erklärungen: Erstens würden die Liegestuhlbesitzer eine überlegene Organisationsfähigkeit vermitteln und zweitens würde sich durch den fehlenden Widerstand der anderen das Gefühl der Besitzer verstärken, im Recht zu sein.
Ein Grund für das Funktionieren von Belegungssymbolen ist sicher auch, dass es in unserer Gesellschaft einen gewissen Respekt vor persönlichem Eigentum gibt. Es erfordert eine größere Überwindung, persönliche Gegenstände zu entfernen, selbst dann, wenn man sich auf angebrachte Hinweistafeln berufen könnte, die darum ersuchen, Liegen nicht dauerhaft zu belegen.

## Rechtslage
Gäste müssen die allgemein zugänglichen Einrichtungen einer Freizeit- oder Ferienanlage mit anderen teilen. Hierzu zählen auch in der Anlage aufgestellte Liegestühle, sofern sie nicht explizit einem Gast zugeteilt werden. Ein abgelegtes Handtuch oder auch andere auf einem Liegestuhl abgelegte persönliche Gegenstände rechtfertigen keinen Besitzanspruch. Nach deutschem Recht begründet ein Handtuch oder eine ähnliche Markierung lediglich einen Kurzbesitz, der keine schützenswerte Rechtsposition darstellt. Nach spanischem Recht trifft Art. 460 Código Civil eine ähnliche Regelung. Auf Liegestühlen deponierte Gegenstände können entfernt werden; es muss aber sichergestellt sein, dass der Eigentümer sie zurückerhält. Da der Betreiber einer Freizeiteinrichtung das Hausrecht für seine Anlage besitzt, kann er gegebenenfalls andere Regelungen treffen und etwa ein Reservierungssystem mit oder ohne Gebühr einführen.
Im Jahr 2016 machte Schlagzeilen, dass in der Nähe der italienischen Stadt Livorno die Polizei Liegestühle, Sonnenschirme, Handtücher und Badebekleidung konfisziert hatte. Diese Gegenstände waren am Vorabend an den Strand gebracht worden, um dort für den nächsten Tag einen Platz zu reservieren. Die Polizei gab die Gegenstände gegen Zahlung eines Bußgeldes zurück. Sanktioniert wurde der Verstoß gegen eine städtische Verordnung, die das Verbringen von Bade- und Campingutensilien an den öffentlichen Strand vor 8:30 Uhr untersagt. Auch in Spanien gab es ähnliche Maßnahmen.

## Spieltheorie
Aus spieltheoretischer Sicht entspricht die Belegung von Liegestühlen dem Gefangenendilemma mit mehreren Personen. Beim ursprünglichen Dilemma sind zwei Gefangene, die gemeinsam eine Straftat begangen haben, die Akteure. Sie werden getrennt verhört und es wäre für beide zusammen optimal zu schweigen. Für den Fall eines Geständnisses wird jedem einzelnen aber ein noch günstigeres Angebot unterbreitet, das aber auf Kosten des Komplizen geht, der dann eine deutlich höhere Strafe bekommt. Gestehen allerdings beide, hilft das keinem.
Bei der Belegung von Liegen bestünde analog der größte gemeinschaftliche Nutzen darin, keine Belegungssymbole zu verwenden. Dann wäre die Wahrscheinlichkeit für jeden am größten, bei Bedarf eine freie Liege zu finden. Wenn einzelne dazu übergehen, Liegen vorab mittels Handtuch zu reservieren, stellt es für die Reservierenden zwar die Verfügbarkeit sicher, für alle anderen aber sinkt die Wahrscheinlichkeit des Antreffens eines freien Liegeplatzes. Die Benachteiligten werden sich nun ebenfalls so früh wie möglich Liegen sichern, so dass im Ergebnis auch diejenigen, die anfänglich mit ihrer Reservierungsstrategie erfolgreich waren, kaum noch eine Chance haben.
Eine Verallgemeinerung des Gefangenendilemmas mit mehreren Personen ist das Öffentliche-Güter-Spiel, dessen bekannteste Variante die Tragik der Allmende ist. Bei dieser verfügt eine Dorfgemeinschaft über gemeinschaftliches Weideland und eine Kooperation bestünde darin, dieses für das eigene Vieh in angemessenem Rahmen zu nutzen. Halten sich einzelne Dorfbewohner nicht daran, kommt es zur Überweidung, was einen Nachteil für alle darstellt. Beim Belegen von Liegestühlen entsteht durch die Verwendung von Belegungssymbolen statt der Übernutzung eine ineffiziente Nutzung der gemeinschaftlichen Ressource.
In allen diesen Spielen ist nicht Kooperation, sondern Defektion eine dominante Strategie und das einzige Nash-Gleichgewicht besteht darin, dass alle Gäste Belegungssymbole verwenden. Dies gilt jedenfalls bei einem endlichen Spiel, und dies ist bei der Liegenbelegung meist durch den Wechsel der Gäste der Fall, weshalb Reputation oft keinen entscheidenden Einfluss haben kann.

## Kulturelle Unterschiede
Die Deutschen haben den Ruf, als Gäste einer Hotelanlage oder eines Kreuzfahrtschiffs frühmorgens ihre Liegestühle mit einem Badetuch zu reservieren. Mit dem Aufkommen des Massentourismus entstand daraus insbesondere in England ein entsprechender kultureller Mythos, bei dem die Deutschen als Beach Towel Brigade bezeichnet werden. Ort der Handlung waren dabei meist Hotelanlagen in Spanien, wo beispielsweise 1991 etwa 35 % der Gäste aus Deutschland und 26 % aus England stammten. Ein derart planvolles und strategisches Vorgehen in der Freizeit wird als widersprüchlich zum englischen Lebensgefühl empfunden, außerdem als Verstoß gegen die Fairness. Die Bekanntheit dieses kulturellen Klischees lässt sich beispielsweise daran erkennen, dass ein englischer Fernsehreporter bei der Fußballweltmeisterschaft 2002 den Finaleinzug der deutschen Mannschaft mit folgender Metapher kommentierte: “The Germans have got their towels down for the Final already.” (deutsch: „Die Deutschen haben bereits ihre Handtücher für das Finale hingelegt.“) Mit diesem Klischee spielt auch ein Werbespot der Brauerei Carling aus dem Jahr 1994: In einer Hotelanlage wollen Deutsche frühmorgens Liegestühle reservieren. Ein Brite kommt ihnen jedoch zuvor, indem er eine Dose Carling Black Label in sein Handtuch wickelt und es wie eine Rollbombe so über das Wasser des Swimmingpools hüpfen lässt, dass das Handtuch genau auf der besten freien Liege landet. Dazu läuft die Titelmelodie des Films The Dam Busters. Der Spot wurde später als „anti-deutsch“ kritisiert.
Umstritten ist, wie viel Wahrheit in dem Mythos steckt. Eine Untersuchung, die der Münchner Psychologe Till Roenneberg zusammen mit der Universität Oxford durchgeführt hat, kommt zu dem Ergebnis, dass die Deutschen und die Briten im Urlaub ungefähr gleichzeitig aufstünden und somit aus diesem Grund zumindest keinen zeitlichen Vorsprung bei der Liegenbelegung am Pool hätten. Eine im Jahr 2019 veröffentlichte Untersuchung legt nahe, dass die Gäste anderer Nationalitäten genau wie die Deutschen dazu tendieren, Liegestühle zu blockieren. Zudem sei die vorurteilsfreie Wahrnehmung durch die Präsenz des Themas in den Medien beeinträchtigt. Von den Gästen würde begrüßt, wenn eine touristische Einrichtung Gegenmaßnahmen ergreifen würde, um dauerhaftes Blockieren zu vermeiden, beispielsweise indem das Personal auf den Liegen zurückgelassene Gegenstände periodisch abräumt, versehen mit einem Hinweis, wo die Gegenstände abzuholen sind.